# Сигнахский муниципалитет
Сигнахский муниципалитет (груз. სიღნაღის მუნიციპალიტეტი siḡnaḡis municipʼalitʼetʼi) — муниципалитет в Грузии, входящий в состав края Кахетия. Находится на востоке Грузии, на территории исторической области Кахетия. Административный центр — Сигнахи.

## История
Сигнахский муниципалитет до 1917 года именовался Сигнахским уездом, с 1928 года муниципалитет входил в Кахетинский уезд, а с 1029 года в область Кахети. С 1930 года уже основан как отдельный район. По постановлению 9 июля 1938 года высшего совета ГССР от Сигнахского района был отделен Цителцкаройский район а остальные районы были разделены на два сельсовета: Сихнаги (районный центр), Анага, Вакири, Сакобо, Бодбисхеви, Квемо Мачхаани, Джугаани, Тибаани, Нукриани, Магаро, Бодбе и Ульяновка. В 1963—1964 гг Цителцкаройский район вновь присоединили к Сигнахскому району. А с 1965 вновь был отделен как отдельная единица, в виде Дедоплисцкаройского района.
На основании приказа № 2304 от 16 декабря 2005 года президента М. Саакашвили была проведена реорганизация, после которой существующие районы переименовали в муниципалитеты со статусом юридического лица гражданского права — «Сигнахский муниципалитет» (и/н 240417223) дата регистрации как плательщика — 2006 год, 1-е декабря, а дата регистрации — 2007 год, 18-е июня.

## Административное устройство
Административный центр — город Сигнаги. Сигнахский муниципалитет имеет избирательный орган (Сакребуло) и исполнительный орган (Мэрия), регистрирует население, имеет собственное имущество, бюджет, взносы. Муниципалитет является юридическим лицом. Сакребуло и Мэрию избирают сроком 4 года. Последние выборы были проведены в 2021 году.

### Список населённых пунктов
Муниципалитет объединяет 14 административных единиц.
Для оптимизации управления и обеспечения общественного обслуживания жителей муниципалитет разделен на следующие административные единицы:
1. Административная единица г. Сигнаги (территория действия — г. Сигнахи);
2. Административная единица г. Цнори (территория действия — г. Цнори);
3. Административная единица Анага (территория действия — Анага);
4. Административная единица Бодбе(территория действия — сёла Земо-Бодбе, Квемо-Бодбе);
5. Административная единица Бодбисхеви (территория действия — село Бодбисхеви);
6. Административная единица Вакири (территория действия — село Вакири);
7. Административная единица Илиацминда (территория действия — село Илиацминда);
8. Административная единица Магаро (территория действия — село Магаро);
9. Административная единица Нукриани (территория действия — село Нукриани);
10. Административная единица Сакобо (территория действия — сёла: Сакобо, Машнаари);
11. Административная единица Тибаани (территория действия — село Тибаани);
12. Административная единица Квемо Мачхаани (территория действия — села: Квемо-Мачхаани, Карагаджи, Хирса, Хорнабуджи);
13. Административная единица Дзвели Анага (территория действия -село Дзвели-Анага);
14. Административная единица Джугаани (территория действия — села: Эрисимеди, Джугаани).

## География
С северо-запада муниципалитет граничит с Гурджаанским и Сагареджойским муниципалитетами, с юго-востока граничит с муниципалитетом Дедоплисцкаро, с севера и северо-востока граничит с Лагодехским муниципалитетом и Республикой Азербайджан. Площадь муниципалитета −1251,7км². Сельскохозяйственные угодья занимают площадь 93 375 га, лесной ресурс составляет 5500 га.
На территории Сигнагского муниципалитета выделяют несколько типов климата. На Иорском плоскогорье распространен умеренно- влажный степной климат.
Лето здесь жаркое, а зима — холодная. На Алазанской равнине установлен умеренно — влажный климат, зима здесь умеренно -холодная, а лето — жаркое. На Гомборском хребте климат умеренно влажный, зима здесь холодная, летом тепло долго. Средняя годовая температура от 11 °C до 13 °C. Иверская долина характерна минимумом осадков, где годовое количество осадков составляет 400—500 мм в год.
Сравнительно большое количество осадков выпадает на Гомборском хребте — 810мм в году.
На территории Сигнагского муниципалитета гидрологическая сеть очень скудная. Есть реки периодического характера. Из рек выделяют Алазани и Иори. Алазань протекает в восточной части муниципалитета, на границе Лагодехи и Азербайджана. Река Иори пересекает Иорское плоскогорье в южной части.

## Рельеф
Большая часть Сигнагского муниципалитета занимает Иорское плоскогорье, которое возникло при третьем и четвёртом периоде, с помощью отложений пластов. Тектонически характеризуется как соединение эжектической морщинистости и вдолевыми разрывами. Морфологический образ равнины создают тектонические формы- моноклинические и антиклинические возвышения и обширные синклинические котловины, которые наполнены песочными пластами. На Иверской равнине есть и эрозийные формы- нынешняя Иорская долина, и целый ряд оврагов, бедлендов (бесплодных земель) др.
В Сигнагский муниципалитет врезана малая часть Гомборского хребта, которая состоит из неогенных песчано-гравийных смесей, конгломератов и глины.
Юго-восточный склон пологий, изрезан безводными долинами (хеви). Северо-восточный склон круто спускается по направлению Алазанской равнины. В рамках муниципалитета самой высокой точкой Гомборского хребра является гора Чопорта (1087 м). Северную часть муниципалитета занимает аккумулятивная Алазанская равнина, выстроенная четвертичными пластами. На территории муниципалитета абсолютная высота Алазанской равнины колеблется от 219-ти до 350 м. Её наклон происходит в сторону северо-запада и юго-востока. Рельеф Алазанской равнины осложнён малыми врезами эрозийных форм в конусообразный вынос. Ширина Алазанской равнины в рамках муниципалитета от реки Алазани до Гомборского хребта — 35 км, а длина — 22 км.

## Внутренние воды
Сигнагский муниципалитет не имеет гидрологическую сеть. На данной местности протекают в основном периодические реки. Выделяют две реки- Алазань и Иори. Алазани протекает у границы муниципалитета Лагодехи и республики Азербайджан, где течение реки имеет извилистое направление. Вся длина имеет ярко выраженные меандры (изгибы русла). В пределах муниципалитета длина Иори составляет 28 км. Главные притоки: Аландрисхеви (левый), Матагалони (правый).
Сухие овраги встречаются и на юго-западном склоне Гомборского хребта, но они не достигают реки Иори. Полноводье рек происходит весной и в начале лета, в другое время года здесь очень мало воды. На склонах Гомбори долины безводные, сухие, вода здесь появляется только после обильных дождей.

## Климат
В Сигнагском муниципалитете выделяют несколько типов климата. На Иорском плоскогорье развит умеренно-влажный степной климат. Здесь лето жаркое, а зима- холодная. На Алазанской равнине развит умеренно влажный климат.
Зима здесь умеренно холодная, а лето — жаркое.
На Гомборском хребте умеренно — влажный и умеренно-теплый климат, зима здесь холодная, лето — длинное и теплое. Средняя годовая температура от 11, 1 °C до12, 6 °C. Абсолютный минимум −24 °C, максимум 37-40 °C.
Иверскому плоскогорью характерно минимумом осадков, где в год выпадает 400—500 мм осадков. Сравнительно больше осадков выпадает на Гомборском хребте — 810 мм в год.

## Почва
На Иорском плоскогорье развито черноземье средней толщины, так же почвы коричневые, соленые с комплексом неблагоприятных физических свойств.
На склонах Гомборского хребта и предгорья господствует лесная коричневая почва. На Алазанской равнине чернозем — с переходными полосами в лесо-степной, аллювическо-карбонатные и карбонатные луговые почвы.

## Ландшафты
На территории муниципалитета выделяют следующие виды ландшафта:
1. Степные равнины с колючим кустарником с галофильной растительностью на соленых чернозёмных аллювических почвах;
2. Лесные коричневые почвы с конусообразными выносами, грабами, степями с колючим кустарником;
3. Возвышенные равнинные впадины (малые плато) со степной растительностью, черноземом и коричневой почвой;
4. Серо — коричневые почвы с иссохшей, бедной растительностью;
5. Малые возвышенные равнины — впадины с галофильной растительностью;
6. Лесные коричневые и бурые с дубово-грабовыми местами.
7. Ландшафт тугайных лесов.

## Флора и фауна
На территории Сигнахского муниципалитета в большом количестве встречаются: шакал, волк, лиса, крот, ласка, заяц, камышовая кошка; На берегах реки Иори в рощах водится дикая свинья, в малом количестве- полосатая гиена. Из грызунов: хомяк, лесная мышь, полевка, кустарниковая.
Среди птиц встречается: перепелка, сорока, дрозд, фазан, кеклик, сорока, ворона, песочник, куропатка и др.
В реках водится: уклейка, быстрянка, дорада, голавль и др.
На Иорском плоскогорье распространены степи, где растут бородач и ковыль, встречаются колючие кустарники. В южной части Иорского плоскогорья встречается марь белая, кустами чарани (плантариум) из которой получают соду.
Из полупустынных растений полынь, солянка и древовидная солянка.
Светлые леса создают клен, фисташка туполистная и др. Здесь же ксерофитные растения скал. На берегах реки Иори растут чащи-ива, тополь рощи, гребенщик, и др. На Алазанской равнине леса -рощи с колючими кустарниками, с элементами степных лесов.
В лесах Гомборского хребта растут дуб и граб. Степные леса создают грабы-кустарники, держи — дерево и растения разных видов.

## Население
По данным переписи 2014 года составляет 29 948 человек. В муниципалитете 20 населенных пунктов, среди них 2 города и 18 сел. Число городских жителей составляет 6300 человек, в селах проживает 23 648 человек. Плотность населения 23,93 человек /км², что в большей мере отстает от данных о среднем показателе страны (67 человек/км²). Источниками прибыли местного населения в основном сельское хозяйство, малый бизнес, бюджетные организации. В прошлом прибыль приносило сельское хозяйство и производство. Муниципалитет имеет план экономического развития, главным приоритетом которого является туризм.
По состоянию на 1 января 2018 года численность населения муниципалитета составила 29 724 жителя, на 1 января 2014 года — 43,2 тыс. жителей.
Согласно переписи 2002 года население района (муниципалитета) составило 43 587 чел. По оценке на 1 января 2008 года — 43,1 тыс. чел.
| Грузины       | 42 226 | 96,88 %  |
| Русские       | 539    | 1,24 %   |
| Армяне        | 419    | 0,96 %   |
| Азербайджанцы | 118    | 0,27 %   |
| Езиды         | 60     | 0,14 %   |
| Осетины       | 45     | 0,10 %   |
| Абхазы        | 26     | 0,06 %   |
| Греки         | 16     | 0,04 %   |
| Украинцы      | 15     | 0,03 %   |
| всего         | 43 587 | 100,00 % |

| Грузины       | 29 180 | 97,44 %  |
| Армяне        | 218    | 0,73 %   |
| Русские       | 209    | 0,70 %   |
| Езиды         | 101    | 0,34 %   |
| Азербайджанцы | 100    | 0,33 %   |
| Осетины       | 31     | 0,10 %   |
| Украинцы      | 26     | 0,09 %   |
| Греки         | 15     | 0,05 %   |
| Кистины       | 14     | 0,05 %   |
| другие        | 54     | 0,18 %   |
| всего         | 29 948 | 100,00 % |

## Образование
На территории Сигнахского муниципалитета функционирует 20 общеобразовательных школ, одна из них на территории Сигнаги.
На территории функционирует 3 негосударственные (частные) общеобразовательных учреждений среди них два расположены в Сигнаги: ООО «Интеллект», и ООО «Эталон-2015». Третье - ООО «Прогресс 010» - расположено в селе Сакобо.
На территории Сигнахского муниципалитета функционирует 24 детских сада (садиков- яслей) и учреждений дошкольного образования.

## Культура
В городе Сигнаги функционирует театр, история которого начинается с 1872 года.
В муниципалитете создан художественный и культурные центры, где объединены 13 культдомов.
В муниципалитете функционирует 20 библиотек, среди них есть детские библиотеки.
В городе Сигнаги историческо-этнографический музей.
В городе Сигнаги функционирует дом-музей Вано Сараджишвили.
В Сигнаги открыт мемориальный музей художника- самоучки, композитора Сандро Мирианашвили. Музей был открыт в 1998 году.
В селе Анага открый музей основоположника современного театра Сандро Ахметели. В музее хранятся мемориальные предметы, этнографические материалы, образцы изобразительного искусства.
В селе Бодбе функционирует дом- музей грузинского писателя Иродиона Эвдошвили. Здесь сохранены мемориальные предметы писателя, предметы быта, этнографические материалы, холсты живописи, фото и документальные материалы, сборники разных периодов.
В Селе Мачхаани находится музей Народного героя Италии Форе Мосулишвили. В музее хранятся мемориальные предметы Поре Мосулишвили, медали, ордена, альбомы, этнографические материалы, документы и др.
В селе Джугаани открыт музей грузинского писателя, драматурга Сандро Шаншиашвили, сохранены его личные вещи, этнографические материалы бытового характера, в том числе фортепиано, которое подарил Закария Палиашвили, а также материалы, отображающие его творчество.
В селе Вакири открыт мемориальный музей известного грузинского актёра Васо Годзиашвили, в нём сохранены мемориальные предметы Васо Годзиашвили, предметы быта этнографического характера, образцы изобразительного искусства, документальные и фото-материалы, костюмы для спектаклей, книги о жизни и творчестве актёра, театральные эскизы, макеты.
В селе Вакири функционирует дом-музей известного грузинского ученого, профессора, хирурга, уролога Александра Гзиришвили, где хранятся его личные вещи, этнографические материалы, фото и документальные материалы повествующие о его жизни и творчестве.
В селе Вакири открыт мемориальный музей грузинского писателя, поэта, драматурга Ило Мосашвили, в музее хранятся мемориальные предметы, этнографические материалы, фото и документальные материалы, повествующие о его жизни и творчестве.

### Фестивали и народные праздники
| Название                                                  | Дата | Описание |
| --------------------------------------------------------- | ---- | --- |
| «Ванооба»                                                 | -    | Ежегодно в мае месяце в Сигнаги проводится народный праздник — «Ванооба». Праздник проводится в честь памяти грузинского певца (тенора), основоположника грузинского профессионального вокального искусства- Вано Сараджишвили. |
| «Соломоноба»                                              | -    | В селе Магаро Сигнагского муниципалитета отмечают народный праздник — «Соломоноба», который посвящен грузинскому ученому, общественному деятелю, основоположнику грузинской научной школы логики, управляющему редактору первой грузинской еженедельной газеты «Тбилисис уцкебани» («Тбилисские ведомости»), Соломону Додашвили. Праздник в честь Соломона Додашвили проводится в его родном селе. Несколько лет празднование не проводилось, но в 2008 году празднование было вновь восстановлено благодаря трупе «Рыцари Чохосани» им. Какуцы Чолокашвили. |
| «Нинооба»                                                 | -    | Два раза в год, в Грузии, в селе Бодбе отмечают праздник в честь св. Нино — христианской просветительницы Грузии. |
| «Сигнагский арт фестиваль»                                | -    | Праздник был учрежден в 2022 году. Цель мероприятия- создание творческого пространства для художников и скульпторов. Поощрение развития и популяризация данных видов изобразительного искусства. |
| Джазовый фестиваль «Летняя ночь»                          | -    | Ежегодно, в Сигнаги под открытым небом проводится джазовый фестиваль. Фестиваль принимает гостей — выдающихся грузинских и мировых музыкантов. Фестиваль основан в 2021 году. |
| «Молодежные дни» в Сигнаги                                | -    | Ежегодно в Сигнаги отмечают фестиваль «Молодежные дни». В рамках фестиваля проводятся спортивные соревнования, интеллектуальные игры и концерты. Дата его основания — 2016 год. |
| «Сигнагкалакоба» (День города)                            | -    | Традиционный народный праздник отмечается с 2007 года. В рамках праздника дают концерты, проводятся выставки работ мастеров народного ремесла, выставки- продажи продуктов, изготовленных местными производителями, организуют дегустацию вин и традиционных блюд. |
| Международный фестиваль — конкурс имени Бидзины Квернадзе | -    | В Сигнаги проводится фестиваль- конкурс имени Бидзины Квернадзе. Фестиваль был основан в 2021 году, его цель-выявление молодых композиторов, поддержка, поощрение и в будущем популяризация их творчества. На протяжении недели фестиваль принимает ведущих музыкантов- исполнителей и композиторов. |

## Спорт
В Сигнагском муниципалитете функционирует 22 спортивных секций: футбольная, дзюдо, грузинской борьбы, греко-римской борьбы, силового троебория (пауэрлифтинга), бокса, кикбоксинга, баскетбола, регби, шахматная. В городе сигнаги 4 спортивгых секций: футбола, шахматная, бокса, силового троебория; остальные 18 секций функционируют на территории муниципалитета.

## Экономика
Основная часть населения занята в сельском хозяйстве. В муниципалитете развито виноградарство, животноводчество, птицеводство и др.
Есть несколько винных заводов.
Сельскохозяйственные угодья занимают площадь 90 тыс. га, среди которых 40 тыс. га — посевно-пахотные земли, а 50 тыс. га — пастбища.

## Достопримечательности
- Монастырь Бодбе;
- Монастырь Хирса;
- Сигнагский замок-крепость.

## Знаменитые горожане
| Фото | имя и фамилия        | Годы      | Описание |
| ---- | -------------------- | --------- | --- |
|      | Вано Сараджишвили    | 1879-1924 | Грузинский музыкант, один из основоположников грузинского профессионального вокального искусства                                           |
|      | Форе Мосулишвили     | 1916-1944 | Народный герой Италии |
|      | Соломон Додашвили    | 1805-1836 | Грузинский ученый и общественный деятель                                                                                                   |
|      | Гамлет Гонашвили     | 1928-1985 | Грузинсктий певец |
|      | Сандро Мирианашвили  | 1915-1987 | Грузинский художник и композитор |
|      | Бидзина Квернадзе    | 1928-2010 | Грузинский композитор |
|      | Тамаз Чиладзе        | 1931-2018 | Грузинский писатель, поэт, драматург |
|      | Отар Чиладзе         | 1933-2009 | Грузинский писатель, прозаик, поэт, драматург                                                                                              |
|      | Щота Бежашвили       | 1956      | Заслуженный мастер спорта, многократный чемпион Грузии, 7-ми кратный чемпион Советского союза, двукратный чемпион мира в силовом троеборье |
|      | Цотне Бежашвили      | 1985      | Грузинский борец, чемпион Европы |
|      | Джими Нандошвили     | 1998      | Грузинский атлет, чемпион мира |
|      | Сандро Ахметели      | 1886-1937 | Грузинский режиссёр, один из основоположников грузинского театра                                                                           |
|      | Иродион Эвдошвили    | 1873-1916 | Грузинский писатель |
|      | Сандро Шаншиашвили   | 1888-1979 | Грузинский писатель, драматург |
|      | Александр Гзиришвили | 1902-1972 | Грузинский ученый, хирург, уролог, профессор                                                                                               |

## Побратимые города
- Хадраке (Испания)
- Мальборк (Польша)
- Шатонеф (Франция)
- Грайц (Германия)
- Ортахисар (Турция)[36]